# Liste der Kulturgüter in Orpund
Die Liste der Kulturgüter in Orpund enthält alle Objekte in der Gemeinde Orpund im Kanton Bern, die gemäss der Haager Konvention zum Schutz von Kulturgut bei bewaffneten Konflikten, dem Bundesgesetz vom 20. Juni 2014 über den Schutz der Kulturgüter bei bewaffneten Konflikten sowie der Verordnung vom 29. Oktober 2014 über den Schutz der Kulturgüter bei bewaffneten Konflikten unter Schutz stehen.
Objekte der Kategorien A und B sind vollständig in der Liste enthalten, Objekte der Kategorie C fehlen zurzeit (Stand: 30. März 2024). Unter übrige Baudenkmäler sind geschützte Objekte zu finden, die im Bauinventar des Kantons Bern als «schützenswert» verzeichnet sind.

## Kulturgüter
| Foto |                                                                                        | Objekt                                                     | Kat. | Typ | Standort                               | Beschreibung |
| ---- | -------------------------------------------------------------------------------------- | ---------------------------------------------------------- | ---- | --- | -------------------------------------- | --- |
| BW   | Datei hochladen · Wikidata zu Eisenzeitliche Siedlungsreste / Schutthalde (Q110952380) | Eisenzeitliche Siedlungsreste / Schutthalde KGS-Nr.: 00304 | A    | F   | Löörezälgli 588673 / 221261            | Archäologische Stätten aus der Eisenzeit, beim Bachübergang südlich des Koordinaten-Standortes gelegen. |
| ja   | Datei hochladen · Wikidata zu Kloster Gottstatt (Q677504)                              | Ehemalige Prämonstratenserabtei KGS-Nr.: 01150             | B    | G   | Gottstattstrasse 19–31 590485 / 220683 | 1225 gegründetes und 1528 im Zuge der Reformation aufgehobenes Kloster der Prämonstratenser. Die 1295 geweihte ehemalige Klosterkirche ist seit 1533 ein reformiertes Gotteshaus und besitzt einen schlichten Baukörper mit Satteldach. An die zweigeschossige Vorhalle ist an der Nordwestseite der massige, in den Jahren 1600 bis 1605 errichtete Turm angebaut. Hofartig um die Kirche gruppiert sind die ehemaligen Konventgebäude, drei lange, rechtwinklig zusammengefügte Massivbauten aus verschiedenen Epochen und bilden so eine Baugruppe. |

## Übrige Baudenkmäler
Hinweis: Anstelle der KGS-Nummer wird als Objekt-Identifikator (ID) die Grundstücksnummer verwendet.
| ID  | Foto |                                                                   | Objekt                                             | Typ | Standort                              | Beschreibung |
| --- | ---- | ----------------------------------------------------------------- | -------------------------------------------------- | --- | ------------------------------------- | ------------ |
| 1   | BW   | Datei hochladen                                                   | Pfarrhaus mit Scheune (1777)                       | G   | Gottstattstrasse 7 590478 / 220847    |              |
| 1   | BW   | Datei hochladen                                                   | Ofen- und Waschhaus (1777)                         | G   | Gottstattstrasse 7a 590486 / 220878   |              |
| 4   | ja   | Datei hochladen                                                   | Gemeindeverwaltung / ehemaliges Kornhaus (1759/60) | G   | Gottstattstrasse 12 590424 / 220765   |              |
| 20  | ja   | Datei hochladen · Wikidata zu Klosterkirche Gottstatt (Q29674404) | Klosterkirche (1295)                               | G   | Gottstattstrasse 19 590456 / 220697   |              |
| 215 | BW   | Datei hochladen                                                   | Wohnhaus (1910)                                    | G   | Hauptstrasse 171 589887 / 220936      |              |
| 326 | BW   | Datei hochladen                                                   | Bauernhaus (1860)                                  | G   | Brüggstrasse 83 589572 / 220211       |              |
| 375 | BW   | Datei hochladen                                                   | Wohnhaus (um 1905)                                 | G   | Hauptstrasse 152 589697 / 221000      |              |
| 377 | BW   | Datei hochladen                                                   | Gasthof Kreuz (1860)                               | G   | Hauptstrasse 148 589667 / 221023      |              |
| 398 | BW   | Datei hochladen                                                   | Villa (1904)                                       | G   | Hauptstrasse 209 590332 / 220900      |              |
| 572 | BW   | Datei hochladen                                                   | Ehemaliges Bauernhaus (1860)                       | G   | Hauptstrasse 164 589812 / 220937      |              |
| 625 | BW   | Datei hochladen                                                   | Ehemaliges Kleinbauernhaus (1842)                  | G   | Stöckenmattstrasse 88 589751 / 220716 |              |
| 672 | BW   | Datei hochladen                                                   | Bauernhaus (1883/84)                               | G   | Hohlenweg 34 590202 / 221187          |              |